# Centostazioni
A Centostazioni (jelentése: Száz vasútállomás) az FS leányvállalata volt, mely 103 közepes forgalmú vasútállomást üzemeltetett Olaszországban. A vállalat 2001. február 8-án alakult és 2018. július 16-án szűnt meg.

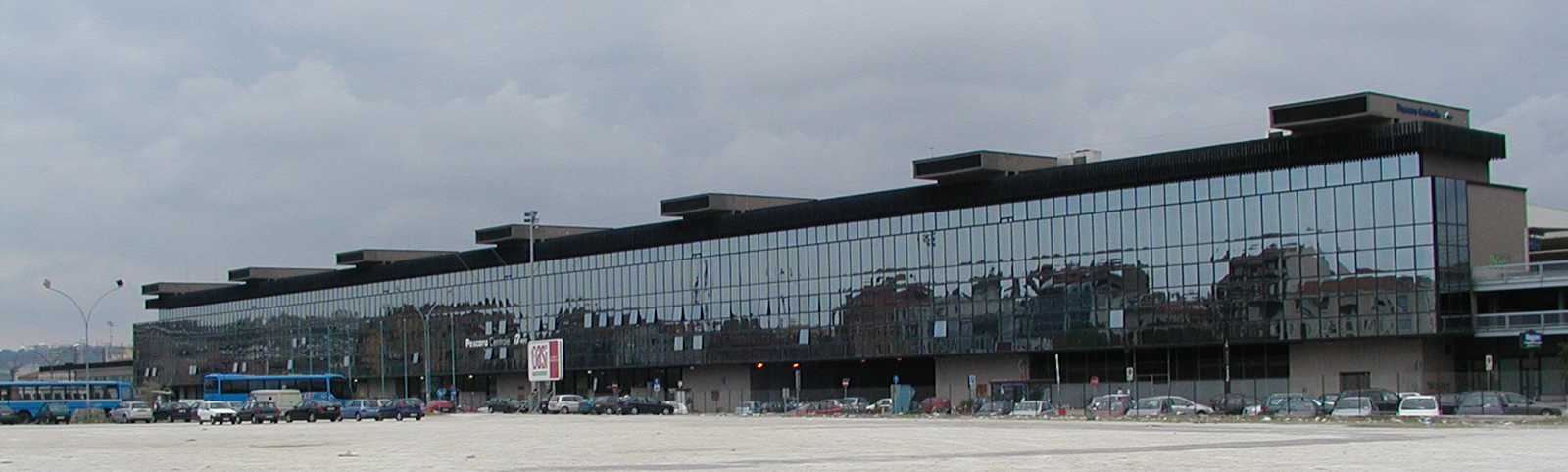
Pescara Centrale-Abruzzo

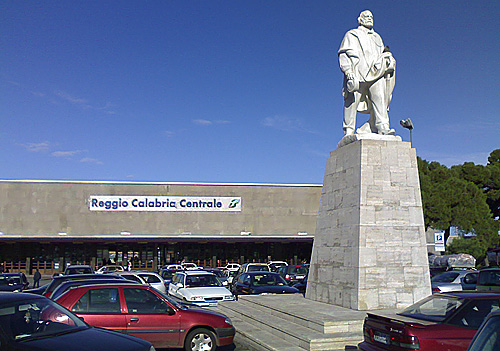
Reggio Calabria Centrale-Calabria

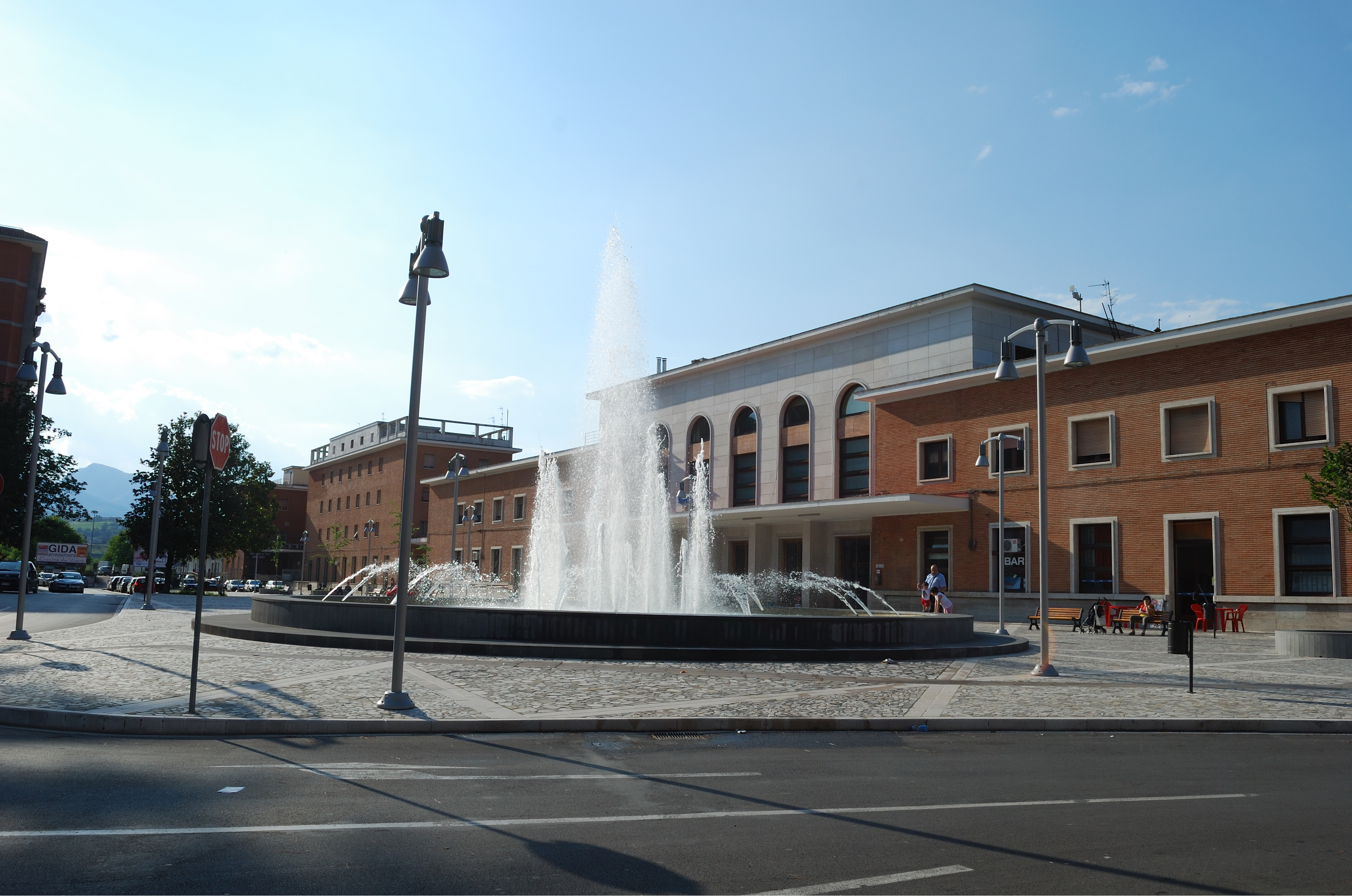
Benevento-Campania

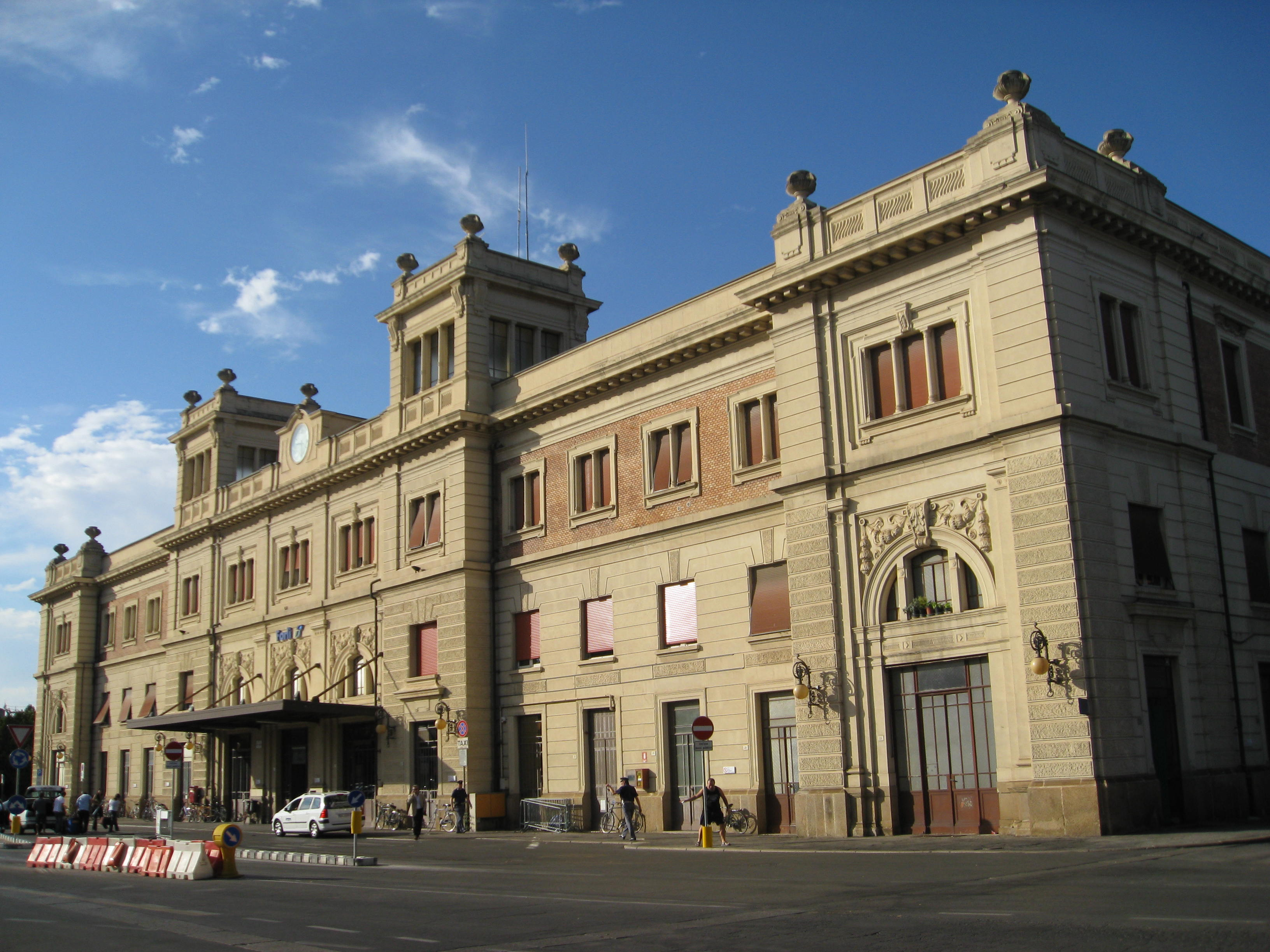
Forlì-Emilia Romagna

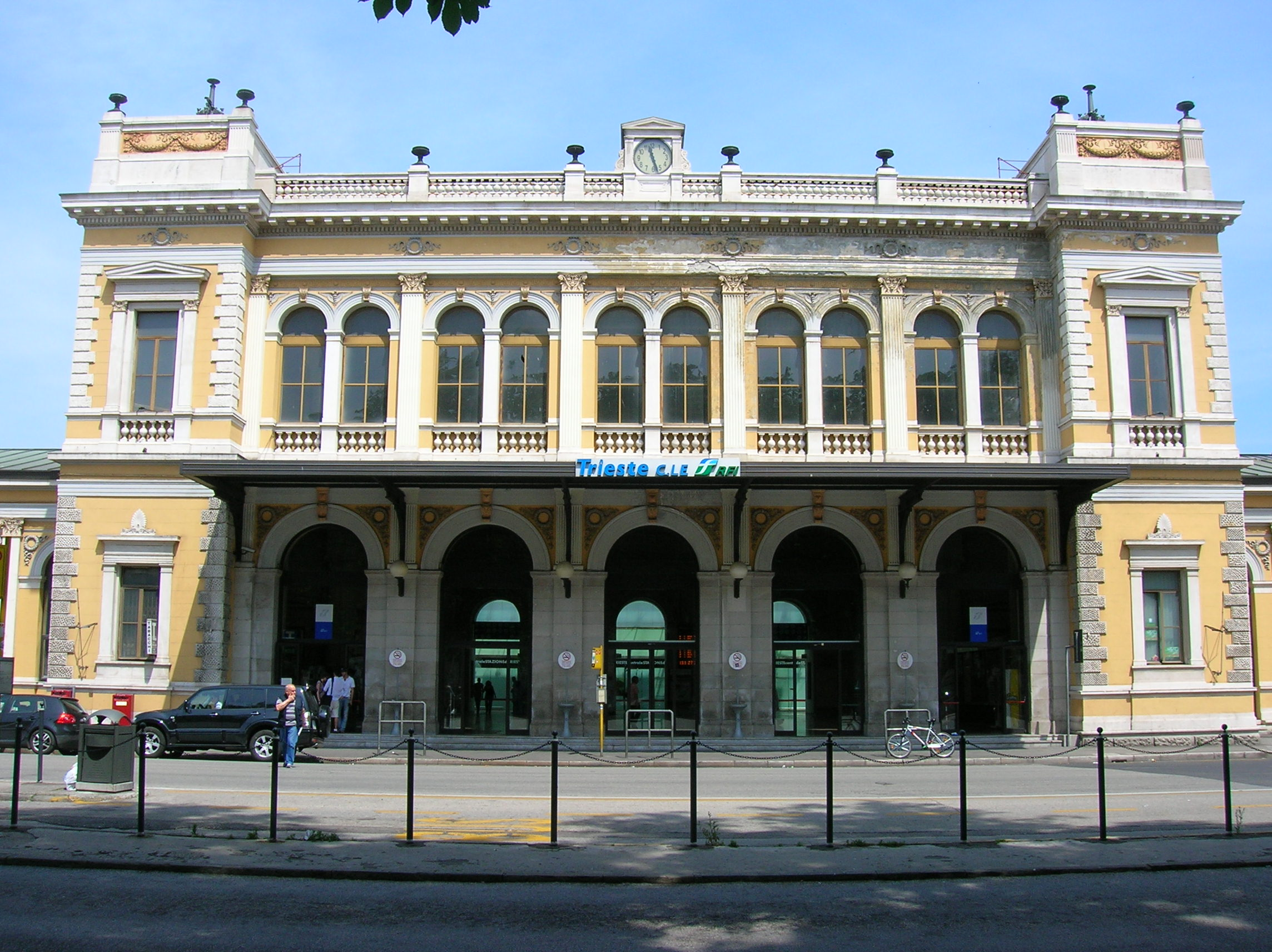
Trieste Centrale-Friuli Venezia Giulia

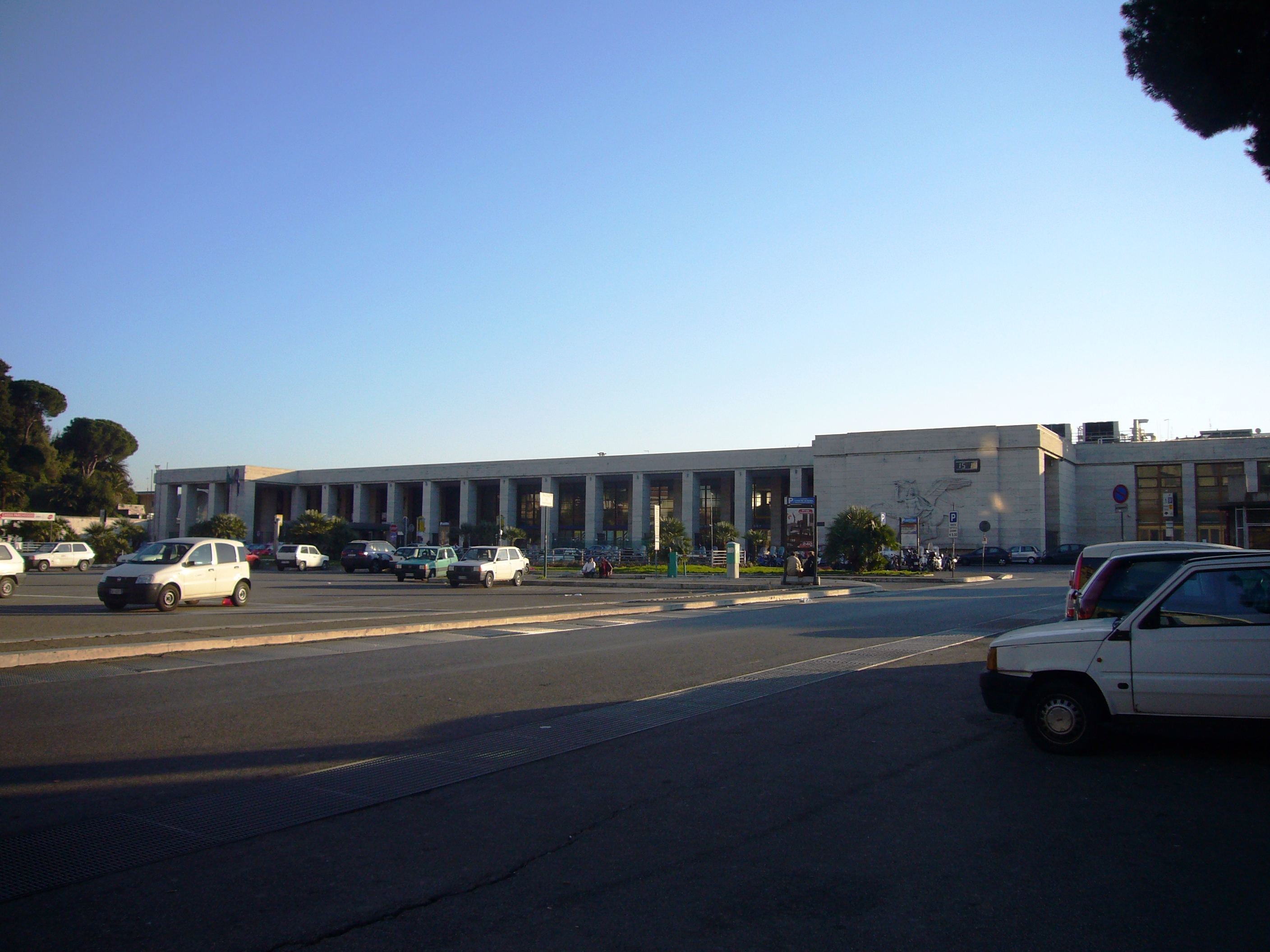
Roma Ostiense-Lazio

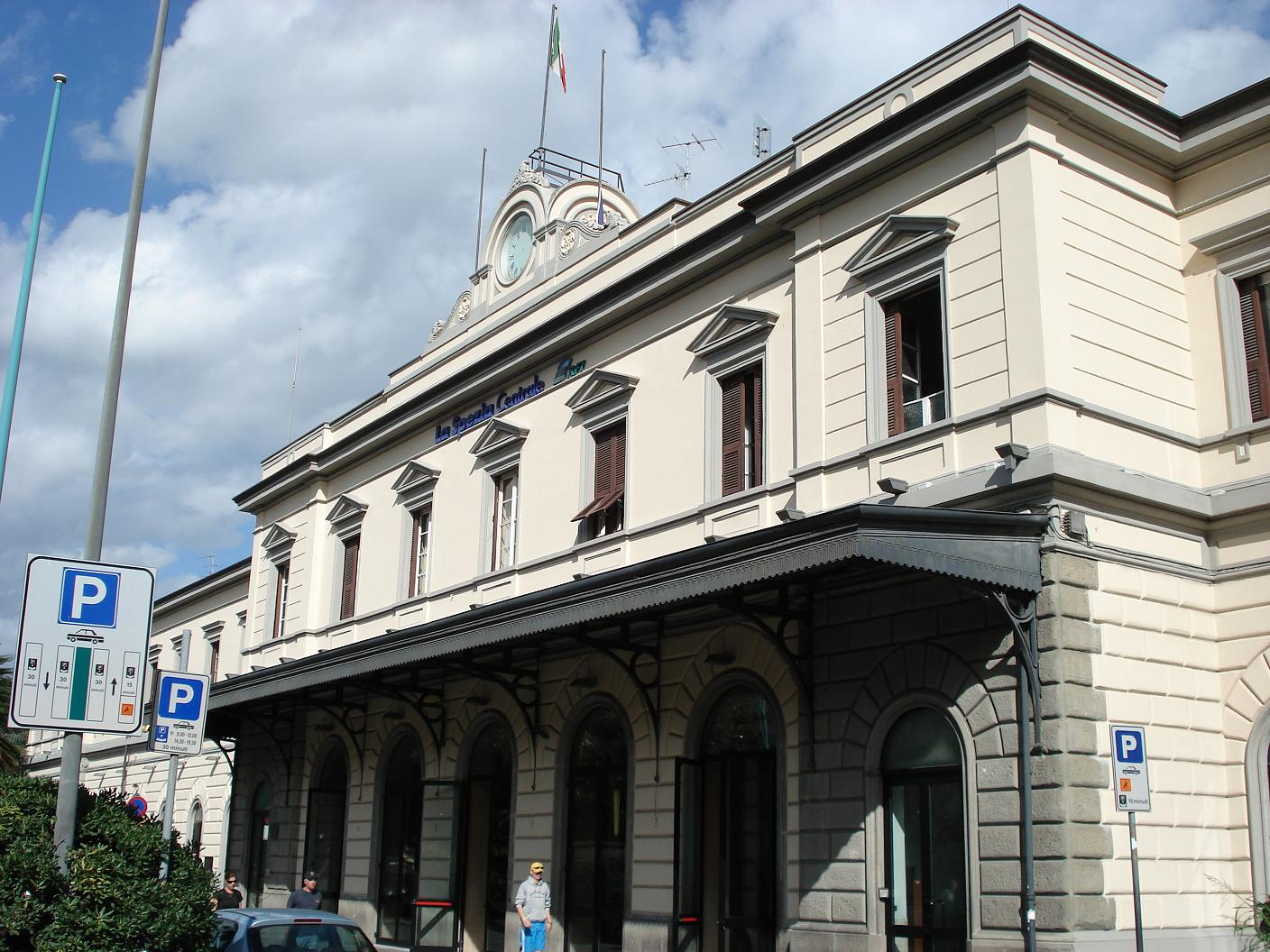
La Spezia Centrale-Liguria

Brescia-Lombardia

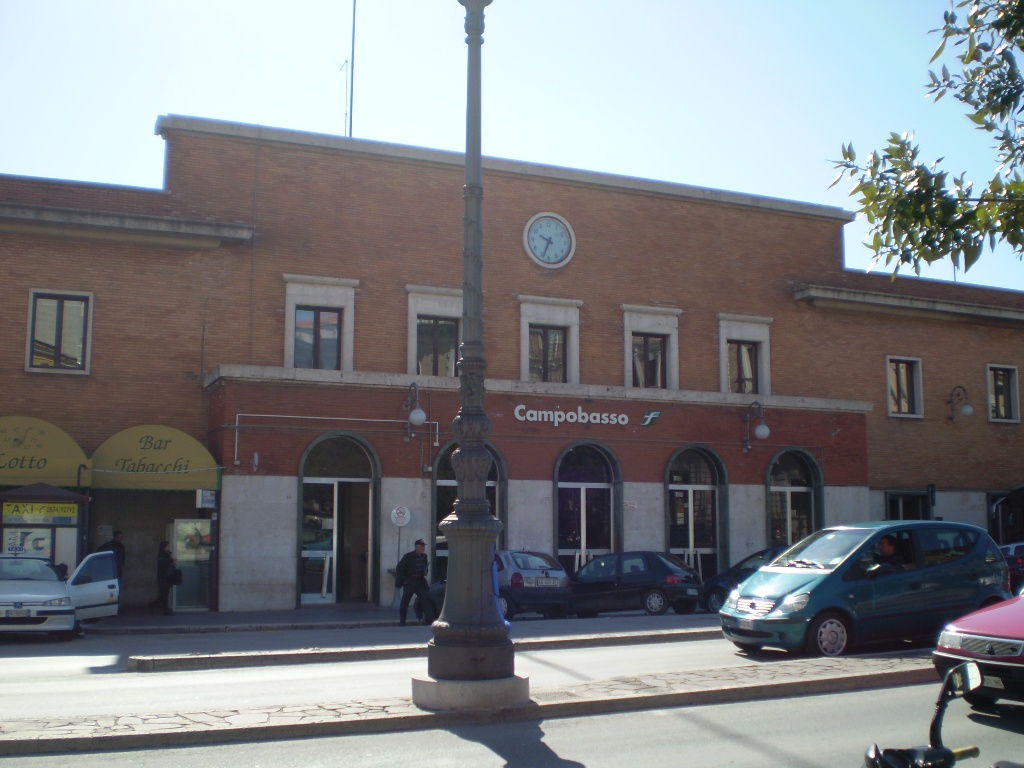
Campobasso-Molise

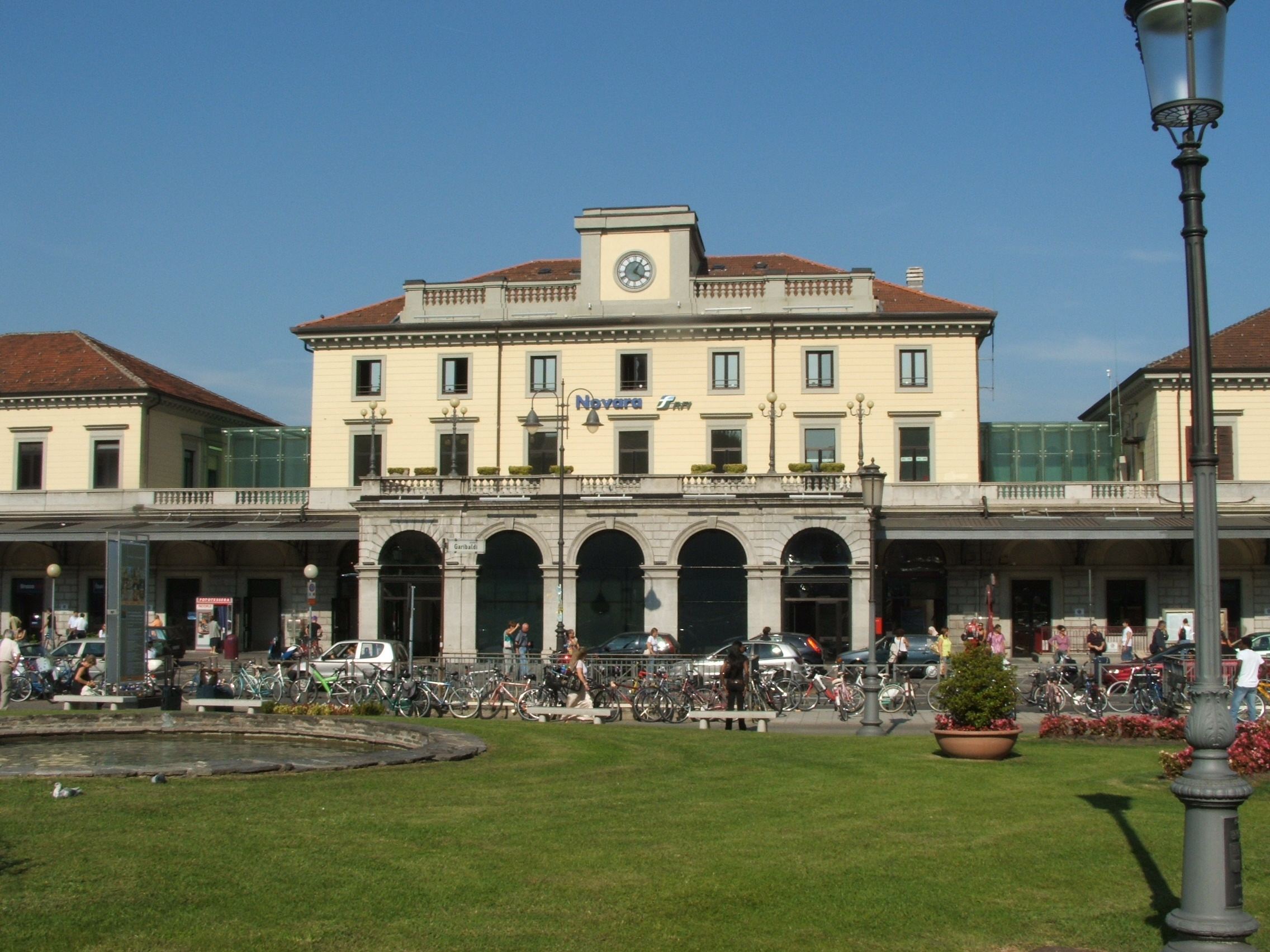
Novara-Piemonte

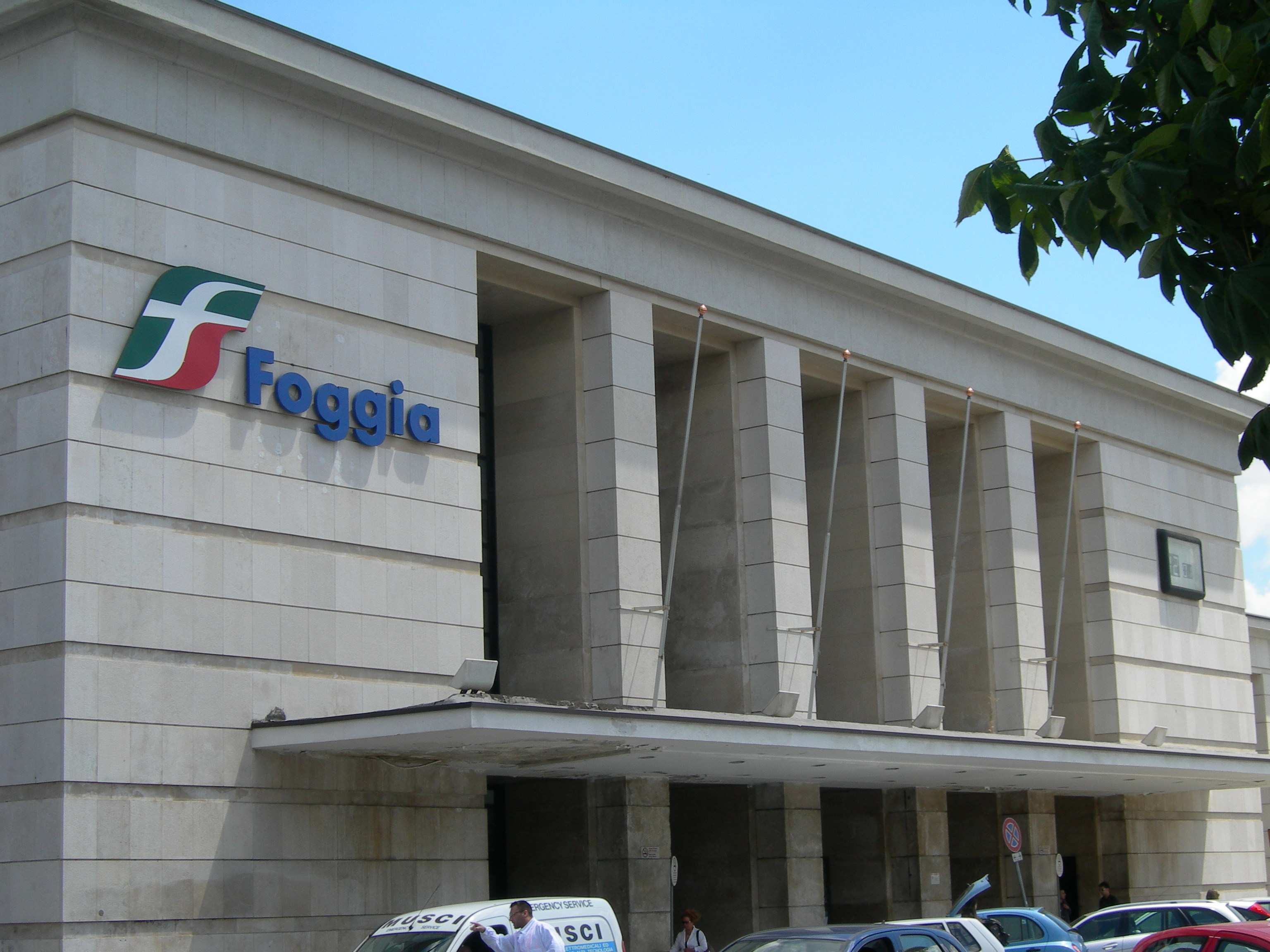
Foggia-Puglia

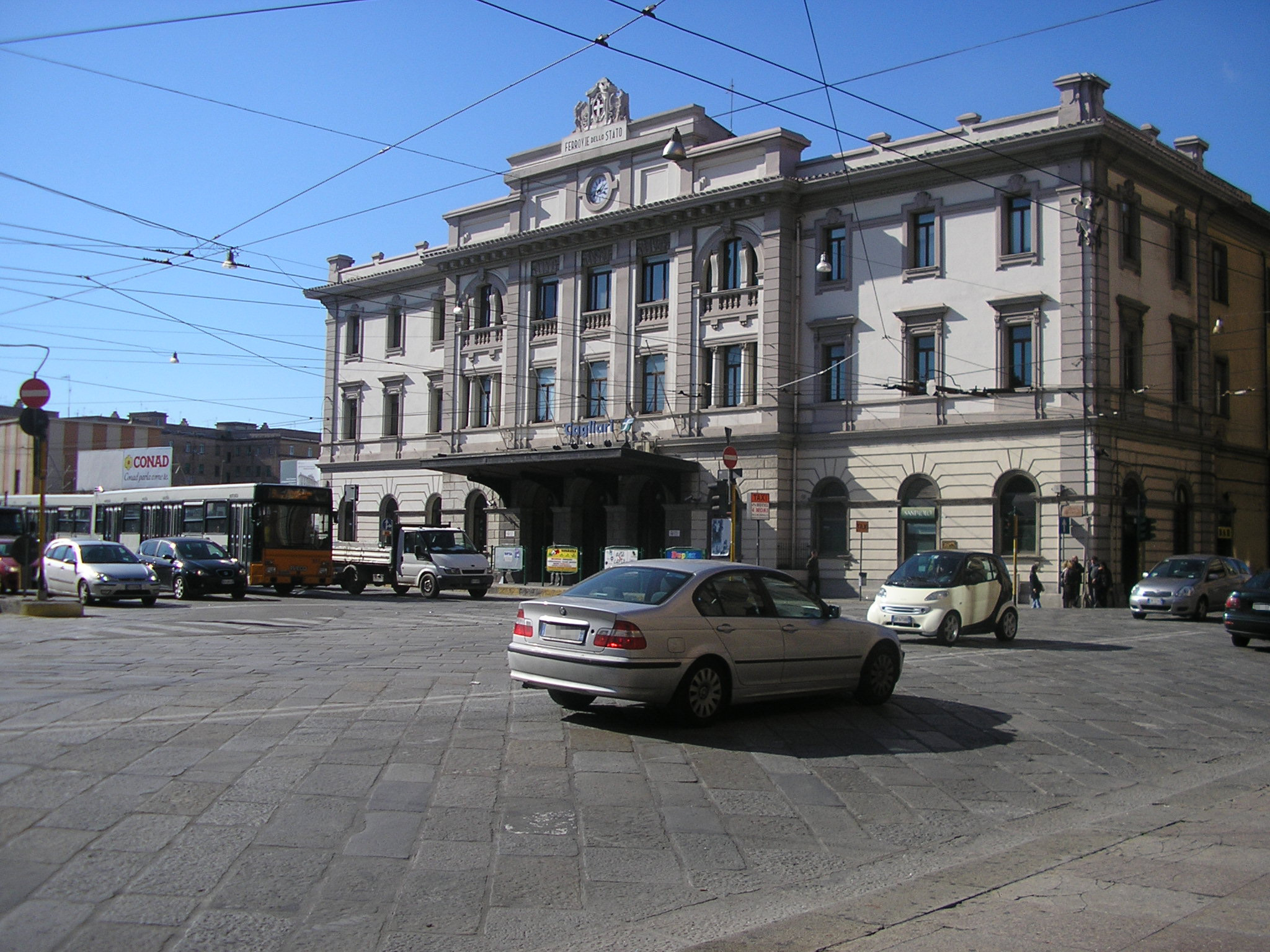
Cagliari-Sardegna

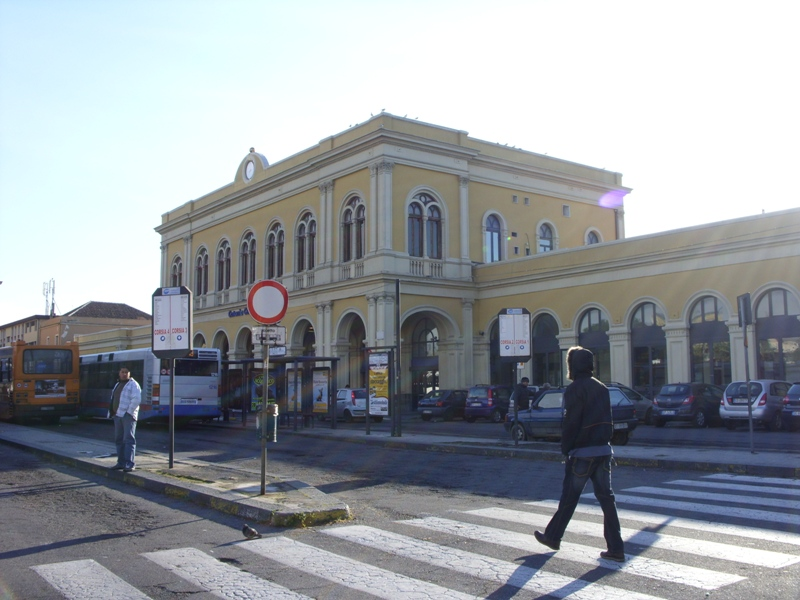
Catania Centrale-Sicilia

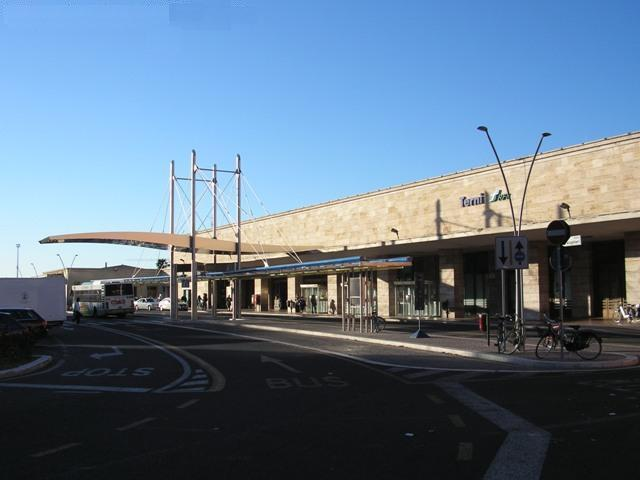
Terni-Umbria

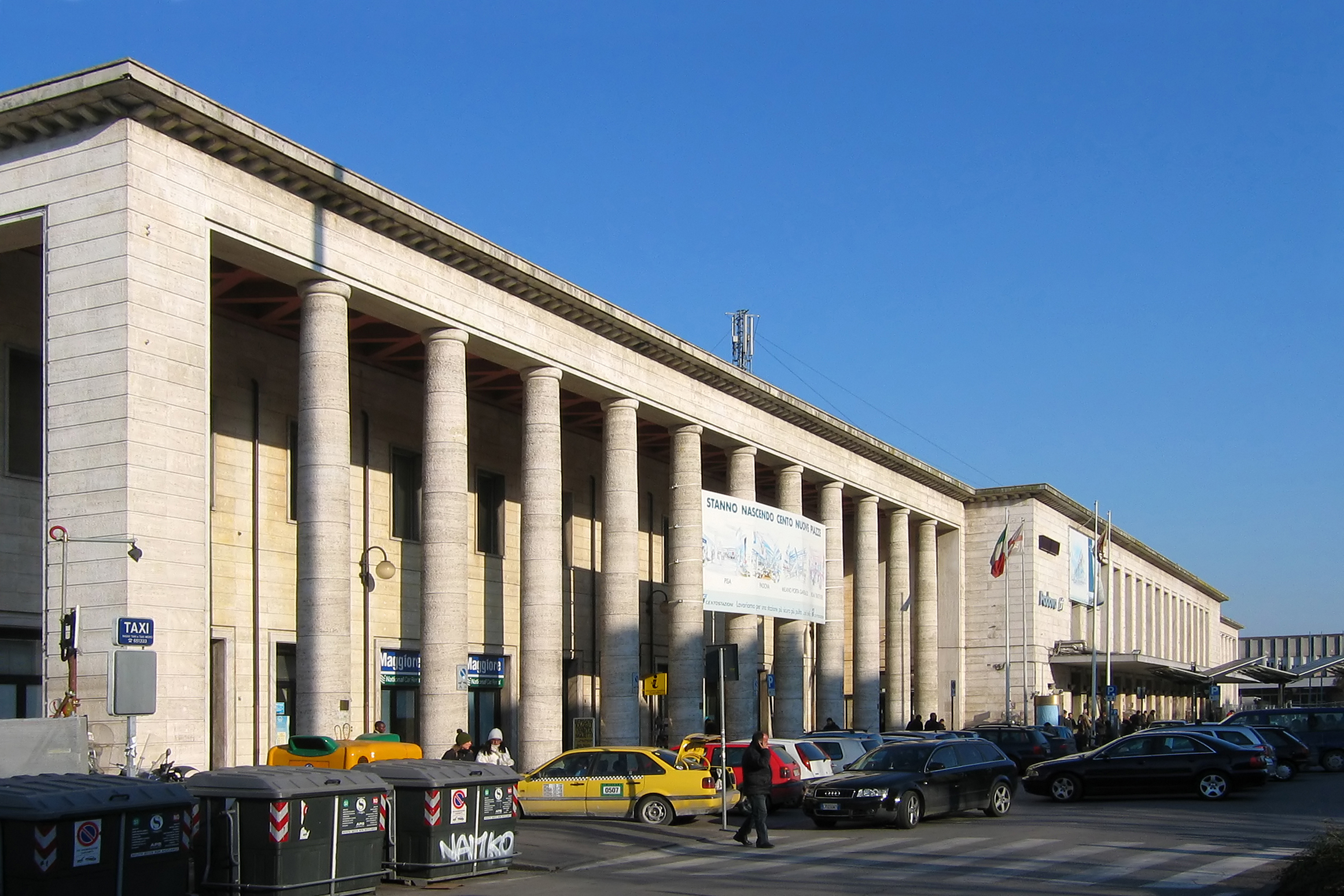
Padova-Veneto

## Állomások régiónként

### Abruzzo
- L'Aquila
- Chieti
- Pescara Centrale

### Basilicata
- Potenza Centrale

### Calabria
- Catanzaro Lido
- Reggio Calabria Centrale
- Villa San Giovanni

### Campania
- Benevento
- Caserta
- Napoli Campi Flegrei
- Napoli Mergellina
- Salerno

### Emilia-Romagna
- Cesena
- Faenza
- Ferrara
- Forlì
- Modena
- Parma
- Piacenza
- Ravenna
- Reggio Emilia
- Rimini

### Friuli-Venezia Giulia
- Gorizia Centrale
- Monfalcone
- Pordenone
- Trieste Centrale
- Udine

### Lazio
- Civitavecchia
- Formia-Gaeta
- Orte
- Roma Ostiense
- Roma Trastevere

### Liguria
- Chiavari
- Genova Sampierdarena
- Imperia Oneglia
- La Spezia Centrale
- Rapallo
- Sanremo
- Savona
- Ventimiglia

### Lombardia
- Bergamo
- Brescia
- Como San Giovanni
- Cremona
- Desenzano sul Garda-Sirmione
- Gallarate
- Lecco
- Lodi
- Mantova
- Milano Lambrate
- Milano Porta Garibaldi
- Milano Rogoredo
- Monza
- Pavia
- Sondrio
- Treviglio
- Varese
- Voghera

### Marche
- Ancona
- Ascoli Piceno
- Macerata
- Pesaro

### Molise
- Campobasso
- Termoli

### Piemont
- Alessandria
- Asti
- Biella San Paolo
- Cuneo
- Domodossola
- Novara
- Verbania-Pallanza
- Vercelli

### Puglia
- Barletta
- Brindisi
- Foggia
- Lecce
- Taranto

### Szardínia
- Cagliari

### Szicília
- Catania Centrale
- Messina Centrale

### Toszkána
- Arezzo
- Grosseto
- Livorno Centrale
- Lucca
- Massa Centro
- Pisa Centrale
- Pistoia
- Prato Centrale
- Siena

### Trentino-Alto Adige
- Bolzano
- Rovereto
- Trento

### Umbria
- Assisi
- Foligno
- Perugia
- Terni

### Valle d'Aosta
- Aosta

### Veneto
- Belluno
- Castelfranco Veneto
- Padova
- Rovigo
- Treviso Centrale
- Vicenza